# Syllepte melanopalis
Syllepte melanopalis là một loài bướm đêm trong họ Crambidae.